# 129 Antigone
129 Antigone eller A878 CA är en asteroid upptäckt 5 februari 1873 av astronomen Christian Heinrich Friedrich Peters i Clinton, New York. Asteroiden har fått sitt namn efter Antigone inom grekisk mytologi.
Ockultationer har observerats flera gånger.

## Måne?
Utifrån ljuskurvestudier finns det misstankar om att 129 Antigone har en måne. Inga särskilda data om denna måne finns dock framtagna.